# Keishin Yoshida
Pour les articles homonymes, voir Yoshida.
Keishin Yoshida (吉田 圭伸, Yoshida Keishin), né le 5 janvier 1987 à Otoineppu, est un fondeur japonais.

## Biographie
Vice-champion du monde junior en 2005 sur dix kilomètres, il fait ses débuts en Coupe du monde en mars 2006 à Sapporo et marque ses premiers points lors de la saison 2011-2012. Dans cette compétition, il obtient son meilleur résultat en février 2017 sur le skiathlon de Pyeongchang (sixième). Un an plus tard au même lieu, pour les Jeux olympiques, il finit notamment treizième du quinze kilomètres libre.
Il a pris part aussi aux Jeux olympiques en 2014 à Sotchi.
Yoshida compte aussi six participations aux Championnats du monde entre 2011 et 2021, terminant deux fois douzième en individuel : sur le cinquante kilomètres classique en 2013 et le skiathlon en 2017.

## Palmarès

### Jeux olympiques d'hiver
| Épreuve / Édition   | Sprint                           | Sprint                           | 15 km                            | 15 km                            | Skiathlon 2 × 15 km | 50 km | Relais | Relais    |
| Épreuve / Édition   | libre                            | classique                        | libre                            | classique                        | Skiathlon 2 × 15 km | 50 km | Sprint | 4 × 10 km |
| JO 2014 Sotchi      | —                                | Épreuve inexistante à cette date | Épreuve inexistante à cette date | —                                | —                   | —     | —      | 16e       |
| JO 2018 Pyeongchang | Épreuve inexistante à cette date | —                                | 13e                              | Épreuve inexistante à cette date | 25e                 | 23e   | —      | —         |

Légende :
- : pas d'épreuve
- — : Non disputée par Keishin Yoshida

### Championnats du monde
| Épreuve / Édition           | Sprint                           | Sprint                           | 15 km                            | 15 km                            | Skiathlon 2 × 15 km | 50 km | Relais | Relais    |
| Épreuve / Édition           | libre                            | classique                        | libre                            | classique                        | Skiathlon 2 × 15 km | 50 km | Sprint | 4 × 10 km |
| Mondiaux 2011 Oslo          | —                                | Épreuve inexistante à cette date | Épreuve inexistante à cette date | 12e                              | 42e                 | 32e   | —      | 6e        |
| Mondiaux 2013 Val di Fiemme | Épreuve inexistante à cette date | —                                | —                                | Épreuve inexistante à cette date | 22e                 | 12e   | —      | 8e        |
| Mondiaux 2015 Falun         | Épreuve inexistante à cette date | —                                | —                                | Épreuve inexistante à cette date | 20e                 | 17e   | —      | 12e       |
| Mondiaux 2017 Lahti         | —                                | Épreuve inexistante à cette date | Épreuve inexistante à cette date | -                                | 12e                 | 20e   | —      | -         |
| Mondiaux 2019 Seefeld       | —                                | Épreuve inexistante à cette date | Épreuve inexistante à cette date | -                                | 20e                 | 16e   | —      | -         |
| Mondiaux 2021 Oberstdorf    | Épreuve inexistante à cette date | —                                | 44e                              | Épreuve inexistante à cette date | 35e                 | 23e   | —      | 9e        |

Légende :
- : pas d'épreuve
- — : non disputée par Keishin Yoshida

### Coupe du monde
- Meilleur classement général : 38e en 2017.
- Meilleur résultat individuel : 6e.

#### Classements par saison
| Saison    | Classement général final | Classement distance | Classement sprint |
| 2010-2011 | 120e                     | 78e                 | 108e              |
| 2011-2012 | 89e                      | 56e                 |                   |
| 2012-2013 | 99e                      | 63e                 |                   |
| 2013-2014 | 91e                      | 52e                 |                   |
| 2014-2015 | 111e                     | 76e                 |                   |
| 2015-2016 | 138e                     | 87e                 |                   |
| 2016-2017 | 38e                      | 26e                 |                   |
| 2017-2018 | 39e                      | 28e                 |                   |
| 2018-2019 | 84e                      | 58e                 |                   |
| 2019-2020 | 131e                     | 85e                 |                   |

### Universiades
- Harbin 2009
  -  Médaille d'argent au relais.

### Jeux asiatiques
- Almaty 2011 :
  -  Médaille d'or au 10 km classique
  -  Médaille d'or au 15 km libre
  -  Médaille d'argent au relais
  -  Médaille de bronze au 30 km classique

### Championnats du monde junior
- Médaille d'argent du dix kilomètres libre en 2005 à Rovaniemi.

### Worldloppet
- Vainqueur du Sapporo International Ski Marathon en 2019.